# 飞鹅岭 (惠州)

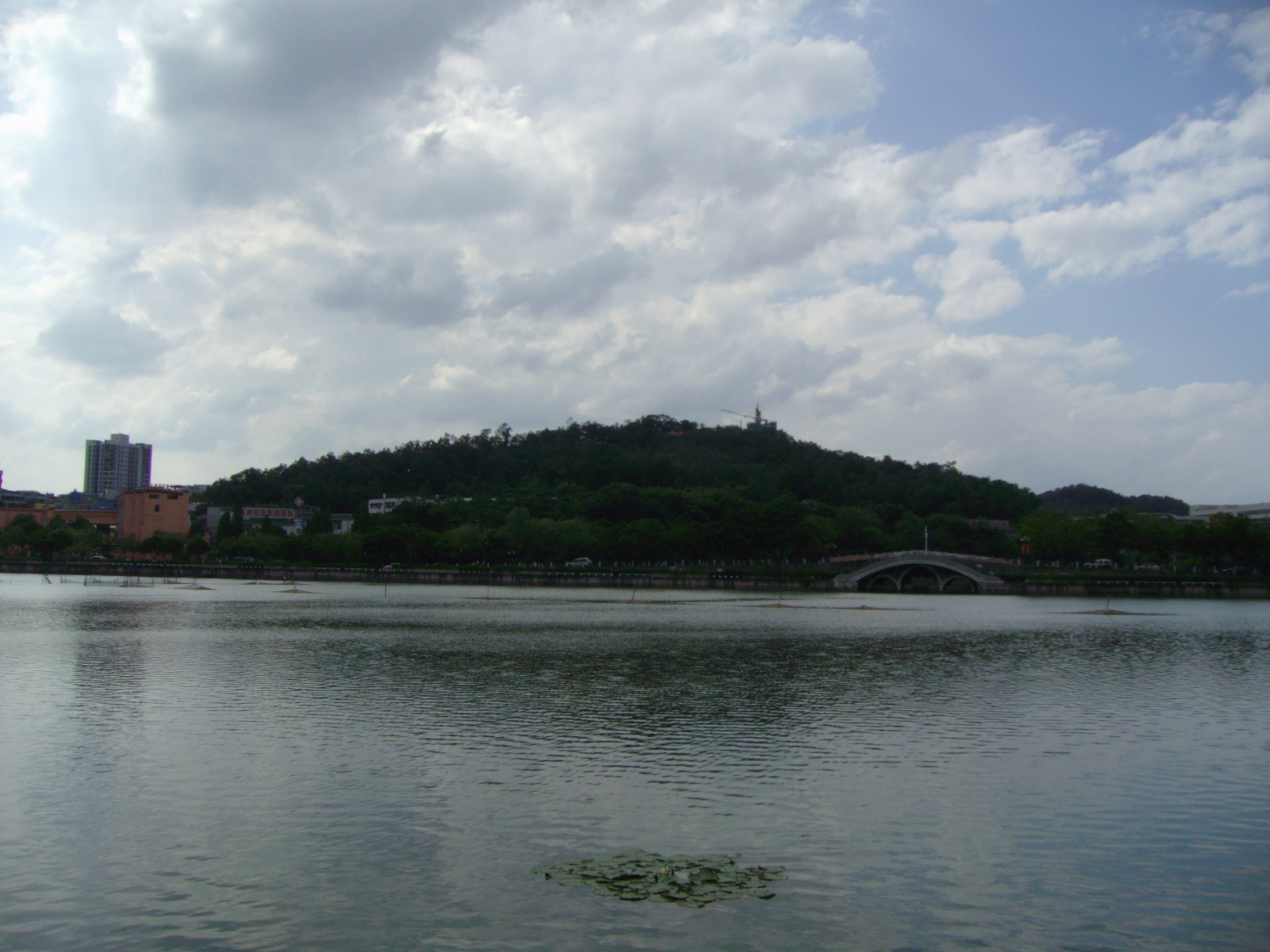
从南湖望去整个飞鹅岭

飞鹅岭位于广东省惠州市惠城区鹅岭东路和南湖路交界，东临惠州西湖之一的南湖，惠州市汽车客运站即在其山脚下。飞鹅岭高70多米，因形似飞鹅，外加古有仙人骑飞鹅降临于此的传说，故称飞鹅岭，而惠州的别称“鹅城”也是因此而来。飞鹅岭亦为惠州市的一个市、县级文物保护单位，类型为古遗址，历史年代为近代，公布时间为1984年。
飞鹅岭因是当时惠州城最高的山体，故历来是兵家必争之地。国民革命军东征时，孙中山、蒋介石、周恩来等人曾在飞鹅岭指挥战斗。现飞鹅岭仍完好保存着当年东征时的战斗碉堡和战壕，而山顶建有山顶广场、览胜亭、东征军战士群雕、东江阵亡将士纪念碑，往西门方向山腰则常年摆设一架曾参与抗美援朝战争的退役米格-15战斗机，西门附近还有一东征史料展览馆。
目前飞鹅岭已辟为飞鹅公园，纳入惠州西湖风景名胜区。门票为1元。

## 附近场所
- 惠州市汽车客运站
- 黄塘电脑城
- 惠州市中心人民医院
- 东江体育场
- 惠州市皮肤病医院